# حمض النخيل
حمض النخليك أو حامض هكساديكانويك (أو حمض بالميتيك) هو واحد من أكثر الحموض الدسمة المشبعة شيوعًا والموجودة في الحيوانات والنباتات. وكما يدل اسمه، فهو مكون رئيسي للزيت المستخرج من أشجار النخيل (زيت النخيل). أتت كلمة نخيلي من الفرنسية "palmitique"، أي لب شجرة النخيل. اكتشف حمض النخليك إدمون فريمي في عام 1840، خلال تصبن زيت النخيل. تحتوي الزبدة، والجبن والحليب واللحوم أيضًا على هذا الحمض الدسم.

## الاستخدامات

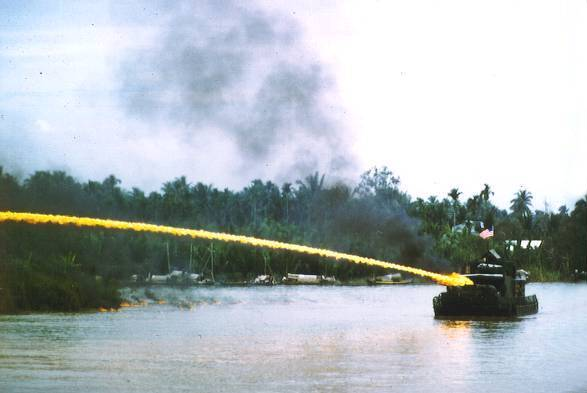
زورق نهري أمريكي ينشر النابالم أثناء حرب فيتنام

إن بالميتات الأسكوربيل هو مضاد تأكسد ومركب فيتامين ألف يضاف إلى الحليب منخفض الدسم لتعويض فقد الفيتامينات نتيجة إزالة دسم الحليب. توصل البالميتات إلى الشكل الكحولي للفيتامين ألف، (retinol)، وذلك لجعل فيتامين ألف مستقرًا في الحليب.
استخدمت مشتقات حمض النخليك بالاشتراك مع النفتا خلال الحرب العالمية الثانية لإنتاج قنابل النابالم ومن هنا جاءت كلمة نابلم (naphthenic and palmitic acids)ا.
ادعت منظمة الصحة العالمية بأن هناك دليل مقنع على أن المدخول الغذائي لحمض النخليك يزيد من خطر تطور أمراض القلب والأوعية الدموية. ولكن الدراسات، ربما أقل مبالاة، لم تظهر إي إصابة، أو حتى أثر إيجابي، من الاستهلاك الغذائي لحمض النخليك على دهون الدم وأمراض القلب والأوعية الدموية، وبالتالي يمكن اعتبار نتائج منظمة الصحة العالمية مثيرة للجدل. ومع ذلك، أظهرت دراسة أخرى أن حمض النخليك ليس له أثر hypercholesterolaemic إذا كان مدخول حمض زيت الكتان أكبر من 4.5 ٪ من الطاقة. وعلى الجانب الآخر، فقد أظهر أنه إذا حوى نظام غذائي على حموض دسمة ترانس (trans fatty acids)، فإن التأثيرات الصحية سلبية، مما تسبب في زيادة الكوليسترول منخفض الكثافة LDL وانخفاض في مستويات الكوليسترول عالي الكثافة HDLا.

## اقرأ أيضاً
- بالميتات السيتيل